# Eline De Munck
Eline De Munck (Beveren, 22 januari 1988) is een Belgische actrice, zangeres en presentatrice.  
Ze is vooral bekend van haar rol als Nathalie Mutsaerts in de VTM-telenovelle LouisLouise (2008-2009). Eerder speelde ze van mei 2007 tot februari 2008 de rol van Amber Van Gistel in de Eén/VRT 1-soapserie Thuis. Verder speelt ze Durga Zneba in de serie Crimi Clowns en twee films en heeft ze gastoptredens in de Jan Verheyen film Zot van A., de politieseries Code 37, Zone Stad en Vermist, en de serie Danni Lowinski. Ze heeft stemrollen Vlaamse versie van de Studio 100-serie Maja de Bij (2012-heden), in de Disney-animatiefilms De prinses en de kikker, en de Wreck-It Ralph films en als Bo Peep in de Disney-Pixar animatiefilm Toy Story 4. 

## Ondernemerschap
De Munck heeft Odette Lunettes opgericht als een merk dat zich richt op trendy en stijlvolle brillen.

## Filmografie
De Munck was te zien in de theaterstukken Inside Moulin Rouge en De Tweeling. Eind 2009 ging ze bij jongerenzender JIM aan de slag als vj. Op 24 juni 2015 zette ze een punt achter haar presentatiewerk op JIM. In 2008 nam ze deel aan ‘Steracteur Sterartiest’. De Munck heeft ook nog twee jaar bij Qmusic gepresenteerd.

## Muziek
De Munck nam in 2008 deel aan het tweede seizoen van het Eén-programma Steracteur Sterartiest, waarin ze derde werd. Nadien bracht ze een eerste single uit, Footprints in the sand.
In 2009 begon ze aan een nieuw muzikaal project, Ellektra. Haar eerste single onder deze naam is Real Love. Deze single was direct een hit en bezorgde haar vier TMF Award-nominaties. Ze haalde geen award binnen, maar behaalde wel een record: nooit eerder haalde iemand die één single uitbracht vier nominaties binnen.
Haar tweede single heet I Hate it But I Love it. En haar full-cd More is more kwam uit op 18 februari 2010.
In 2012 maakt ze opnieuw muziek als Eline en verschijnt de single Goodbye (Broken), een samenwerking met Chrispy.

### Discografie
| Single met hitnotering(en) in de Vlaamse Ultratop 50 | Datum van verschijnen | Datum van binnenkomst | Hoogste positie | Aantal weken | Opmerkingen  |
| ---------------------------------------------------- | --------------------- | --------------------- | --------------- | ------------ | ------------ |
| Footprints in the Sand                               | 2008                  | 05-04-2008            | tip7            | -            |              |
| Real Love                                            | 2009                  | 29-05-2009            | tip7            | -            | als Ellektra |
| I hate it but I love it                              | 2009                  | 31-10-2009            | tip3            | -            | als Ellektra |
| Do You Really Wanna Be With Me                       | 2010                  | 30-01-2010            | tip3            | -            | als Ellektra |
| Sweet Regrets                                        | 2010                  | -                     | -               | -            | als Ellektra |
| Dance dance                                          | 2010                  | -                     | -               | -            | als Ellektra |
| Move Bitch                                           | 2011                  | -                     | -               | -            | als Ellektra |
| Goodbye (Broken)                                     | 2012                  | -                     | -               | -            | met Chrispy  |

## Radio
Van 3 september 2012 tot 29 augustus 2014 presenteerde De Munck samen met Peter Verhoeven en Vincent Vangeel het programma Que Pasa op radiozender Q-music, elke vrijdagavond tussen 21 uur en middernacht.

## Voorlichting
Nadat De Munck in 2015 bij JIM was opgestapt, werd ze voor de website mijnvoorbehoedsmiddel.be deskundige in seksuele voorlichting.